# 178796 Posztoczky
178796 Posztoczky è un asteroide della fascia principale. Scoperto nel 2001, presenta un'orbita caratterizzata da un semiasse maggiore pari a 2,3313752 UA e da un'eccentricità di 0,1624897, inclinata di 5,92551° rispetto all'eclittica.